# Burg Zell
Die Burg Zell ist eine abgegangene Höhenburg südöstlich des Hohenzollerns am nördlichen Steilhang des Zeller Horns auf 685 m ü. NN beim Hechinger Stadtteil Boll im Zollernalbkreis in Baden-Württemberg.
Die Burg wurde vor 1255 von den Schenken von Zell erbaut und 1255 mit einem Werner von Zell erwähnt. Die Herren von Zell waren die Ahnen der berühmten Adelsfamilie derer von Stauffenberg. Das Land um den Zollerberg war, lange bevor die Zollerngrafen den Berg in Besitz nahmen, Eigentum der Herren von Zell. Es wird vermutet, dass „Zell“ der ursprüngliche Name der Stauffenberger war. Seit die Stauffenberger das erbliche Schenkenamt bei den Grafen von Zollern innehatten, wurde „Schenk“ zum Bestandteil ihres Nachnamens.
1439 war die Burg bereits ein Burgstall. Von der ehemaligen Burganlage ist nichts erhalten und die zugehörige Siedlung wurde im 14. bis 15. Jahrhundert aufgegeben. An der Stelle der Burg steht heute die Wallfahrtskirche Maria Zell.